# Deutscher Schutzverband gegen Wirtschaftskriminalität
Der Deutsche Schutzverband gegen Wirtschaftskriminalität (DSW) ist ein rechtsfähiger Verband zur Förderung gewerblicher Interessen mit der Aufgabe, Wirtschaftskriminalität, z. B. in Form von Bestechungs- und Schmiergeldunwesen, strafbarer Werbung, Straftaten in der Wirtschaft, Kreditschwindel und Schwindelfirmen, zu bekämpfen bzw. vorbeugend dagegen zu wirken. Er arbeitet dabei mit den zuständigen Stellen der Rechtspflege zusammen. Nach § 8 Abs. 3 Nr. 2 UWG ist der DSW als in die Liste der qualifizierten Wirtschaftsverbände eingetragener Abmahnverein befugt, Unterlassungsansprüche aus dem Gesetz gegen den unlauteren Wettbewerb geltend zu machen.

## Geschichte
Eine Vorgängerorganisation des DSW war der 1911 in Berlin gegründete „Verein gegen das Bestechungsunwesen“, der 1943 auf Anordnung des Reichswirtschaftsministeriums aufgelöst und 1955 wiedergegründet wurde. 1973 wurde der Sitz der Organisation nach Frankfurt verlegt, wo die Verwaltung mit derjenigen der „Zentrale zur Bekämpfung unlauteren Wettbewerbs“ zusammengeschlossen wurde. Gleichzeitig erfolgte die Umbenennung in „Verein gegen Bestechung und Wirtschaftskriminalität“. 
Ein zweiter Zweig von Vorgängerorganisationen geht auf den „Verband der deutschen gemeinnützigen und unparteiischen Rechtsauskunftstellen“ zurück, dessen Nachfolgeorganisation „Deutsche Zentralstelle zur Bekämpfung der Schwindelfirmen“ ebenfalls 1911 mit Sitz in Hamburg gegründet wurde. 
Diese beiden Verbände (der „Verein gegen Bestechung und Wirtschaftskriminalität“ und die „Deutsche Zentralstelle zur Bekämpfung der Schwindelfirmen“) wurden mit Wirkung vom 1. Januar 1978 zum „Deutschen Schutzverband gegen Wirtschaftskriminalität“ vereinigt.